# Northern Light (Basshunter)
Northern Light är en singel av Basshunter från hans album Calling Time från 2013.

## Låtlista
- Digital nedladdning (21 maj 2012)[1]

1. "Northern Light" (Original Mix) – 3:09
2. "Northern Light" (De Rossi Radio Mix) – 2:49

- Digital nedladdning (2 oktober 2012)[2]

1. "Northern Light" (KleptoMaddox Dubstep Remix) – 3:46

## Listplaceringar
| Lista (2012)                           | Högsta position |
| -------------------------------------- | --------------- |
| Storbritannien (Commercial Pop Top 30) | 7               |
| Storbritannien (Upfront Club Top 40)   | 14              |